# Volkspartei Kanadas
Die Volkspartei Kanadas (englisch People's Party of Canada; französisch Parti populaire du Canada, PPC) ist eine rechtspopulistische und rechtsextreme politische Partei in Kanada. Die Partei wurde am 14. September 2018 als Rechtsabspaltung der Konservative Partei Kanadas gegründet.
Seit ihrer Gründung trat die Partei zu den Unterhauswahlen 2021 und 2025 an, konnte jedoch keine Sitze im Unterhaus erringen.

## Geschichte
Die Volkspartei Kanadas wurde am 14. September 2018 gegründet. Es wurde von Maxime Bernier, einem ehemaligen Unterhaus-Abgeordneten der Konservative Partei Kanadas, gegründet. Bernier gründete die Partei, nachdem er bei der Wahl zum Vorsitzenden der Konservativen Partei Kanadas auf dem Parteitag 2017 Andrew Scheer unterlegen war. Er behauptete, die Konservative Partei vertrete keine konservativen Prinzipien mehr. Bernier sagte außerdem, die kanadischen Wähler seien mit den beiden traditionellen Parteien, der Konservative Partei und der Liberale Partei, unzufrieden. Als Beispiele hierfür nannte er den Erfolg der Coalition Avenir Québec bei den Provinzwahl 2018 in Québec und der People's Alliance (Volksallianz) bei den Provinzwahl 2018 in New Brunswick.
Mehrere ehemalige Politiker der Konservativen Partei schlossen sich der Volkspartei an, darunter der ehemalige Unterhausabgeordnete Corneliu Chisu, Steven Fletcher und Gurmant Grewal. Weitere namhafte Unterstützer der Partei sind die Journalistin Meghan Murphy, der ehemalige Politiker des Bloc Québécois, Jean Landry, und Renata Ford, die Witwe des Bürgermeisters von Toronto, Rob Ford.
Nach der Gründung der Volkspartei lehnte diese die Aufnahme zweier kleinerer Parteien ab. Die erste war die Libertarian Party of Canada, eine kleine libertäre Partei. Zuvor hatte der Vorsitzende der Libertarian Party, Tim Moen, im 2017 angeboten, als Vorsitzender der Partei zurückzutreten, falls Bernier deren Vorsitzender werden sollte. Bernier hatte es abgelehnt, Vorsitzender der Libertarian Party zu werden und weigerte sich auch, der Libertarian Party den Beitritt zur Volkspartei zu gestatten. Später bot die kleine Canadian Nationalist Party (Kanadische Nationalistische Partei), eine Partei der White Supremacy, der Volkspartei an, sich anzuschließen. Bernier traf sich mit ihrem Vorsitzenden, verweigerte ihnen jedoch den Beitritt.
Bis zum 1. November 2018 hatte die Partei nach eigenen Angaben über 30.000 Mitglieder. Später wurde bekannt, dass einige der erster Gründungsmitglieder der Partei auch Mitglieder von Pegida Kanada und den Soldiers of Odin waren. Zwischen ihrer Gründung und dem Beginn des Wahlkampfs um die Kanadische Unterhauswahl 2019 hielt die Volkspartei Großkundgebungen in vielen kanadischen Städten ab, darunter Winnipeg, Ottawa, Saskatoon, Québec und Halifax. Im August 2019 hielt die Volkspartei ihren ersten Parteitag ab.
Bei der Kanadische Unterhauswahl 2019 stellte die Partei in 315 von 338 Wahlkreisen Kandidaten auf. Die Partei erlebte im Wahlkampf viele Kontroversen mit ihren Kandidaten. Mehrere Kandidaten waren für umstrittene Twitter-Posts verantwortlich, darunter einer, in dem Afrokanadier als faul bezeichnet wurden, und ein anderer, in dem ein Verbot des Islam in Kanada gefordert wurde. Die Partei wurde auch dafür kritisiert, dass sie den 11. September-Verschwörungstheoretiker Ken Pereira als ihren Kandidaten im Wahlkreis Portneuf–Jacques-Cartier nominierte. Bei der Wahl 2019 erhielt die Volkspartei 294.092 Stimmen (1,62 %) und errang keinen Sitz im Unterhaus. Der Parteivorsitzende Maxime Bernier unterlag in seinem Wahlkreis Beauce. Er erhielt 16.772 Stimmen (28,37 %), unterlag jedoch dem Konservativen Kandidaten, dem ehemaligen Bürgermeister von Saint-Elzéar, Richard Lehoux.
Im Wahlkampf um die Kanadische Unterhauswahl 2021 unterstützte die Partei die Impfgegnerschaftsbewegung. Die Volkspartei profitierte vom Widerstand gegen die Massenquarantäne gegen COVID-19. Bei der Wahl erhielt die Partei mit 840.993 Stimmen (4,94 %) einen Rekordwert. Trotzdem konnte sie keinen Sitz im Unterhaus erringen. Parteivorsitzender Bernier unterlag im Wahlkreis Beauce zum zweiten Mal in Folge.
Nach der Wahl 2021 unterstützten Bernier und die Partei Anfang 2022 den Freedom Convoy. Nachdem Hardeep Singh Nijjar vom indischen Geheimdienst in Kanada ermordet worden war, erklärte der Vorsitzende der Volkspartei, Bernier, dass Nijjar niemals die kanadische Staatsbürgerschaft hätte erhalten dürfen und dass die Ermordung Nijjars das Ergebnis eines „Stammesstreits“ gewesen sei. Im 2024 wurde der ehemalige Kandidat und Beamte David Yeo wegen Korruption bei Regierungsaufträgen entlassen. Im 2025 wurde ein ehemaliger Kandidat der Partei, Trevor Wowk, wegen Tabak- und Waffenschmuggels sowie Urkundenfälschung angeklagt.
Im Wahlkampf um die Kanadische Unterhauswahl 2025 konzentrierte sich die Volkspartei auf Alberta, wo sie bei der Wahl 2021 am stärksten war. Bei der Wahl 2025 schnitt die Partei schlecht ab und erhielt 136.977 Stimmen (0,70 %) und keinen Sitz im Unterhaus. Bernier belegte im Wahlkreis Beauce mit 5,76 % der Stimmen den vierten Platz.
Im Juni 2025 gab die Volkspartei an, 17.720 Mitglieder zu haben. Im Juli 2025 stimmten 79 % der Volksparteimitglieder dafür, dass Bernier weiterhin Parteivorsitzender bleibt.

## Positionen, Politik und Ideologie
Die Volkspartei Kanadas gilt als rechtspopulistisch und rechtsextrem.
Die Wirtschaftspolitik der Partei wird als Klassischer Liberalismus oder Libertarismus beschreibe. Deshalb unterstützt sie die Abschaffung der Preiskontrolle in der kanadischen Molkereiindustrie und die Privatisierung der Canada Post.
Die Auslandspolitik der Partei ist Isolationismus und unterstützt den Freihandel. Parteivorsitzender Maxime Bernier kritisierte die kanadische Unterstützung der Ukraine während des Russisch-Ukrainischer Krieg. Die Partei kritisierte auch die NATO, die Entwicklungspolitik und die Vereinten Nationen.
Die Partei engagiert sich in der Klimawandelleugnung. Die Partei will, dass Kanada sich aus dem Übereinkommen von Paris zurückzieht. Sie lehnt außerdem die CO2-Steuer Kanadas ab und unterstützt den Ausbau der kanadischen Ölindustrie.
Die Partei tritt für eine deutliche Reduzierung der Einwanderung nach Kanada ein und ist gegen Multikulturalismus.
Die Volkspartei hat viele andere politische Positionen. Die Partei unterstützt stärkere Einschränkungen bei der Schwangerschaftsabbruch. Es befürwortet weniger Beschränkungen für die Notwehr und schlägt vor, dass Zivilisten das Tragen von Pfefferspray gestattet werden soll. Die Partei ist der Anti-Gender-Bewegung zugeordnet und kritisiert Transgeschlechtlichkeit.
Obwohl Parteivorsitzender Maxime Bernier erklärte, Antisemiten, Rassisten oder Fremdenfeinde seien in der Partei nicht willkommen, gibt es innerhalb der Partei häufig Mitglieder, die diese Ansichten vertreten. Der kanadische Holocaustleugner Paul Fromm erklärte seine Unterstützung für die Partei, wurde jedoch von Bernier kritisiert. Im April 2019 trat Angelo Isidorou, ein lokaler Parteichef in Vancouver, aus der Partei aus und behauptete, die Partei sei von Fremdenfeindlichkeit, Rassismus und Homophobie durchdrungen. Im Wahlkampf um die Kanadische Unterhauswahl 2019 wurden mehrere Kandidaten der Partei für ihre Aussagen über Afrokanadier und Muslime kritisiert. Während des Wahlkampfs warf der Vorsitzende der Neue Demokratische Partei, Jagmeet Singh, dem Volkspartei Vorsitzenden Maxime Bernier vor, Rassenhass zu schüren. Singh zitierte Kommentare von Bernier, in denen Einwanderer als „Stammesangehörige“ beschrieben werden.

## Wahlergebnisse
| Wahl | Sitze total | Kandi- daten | Gew. Sitze | Stimmen | Anteil |
| ---- | ----------- | ------------ | ---------- | ------- | ------ |
| 2019 | 338         | 315          | 0          | 294.092 | 1,62 % |
| 2021 | 338         | 312          | 0          | 840.993 | 4,94 % |
| 2025 | 343         | 247          | 0          | 141.210 | 0,70 % |